# موزه دولتی کشاورزی جمهوری آذربایجان

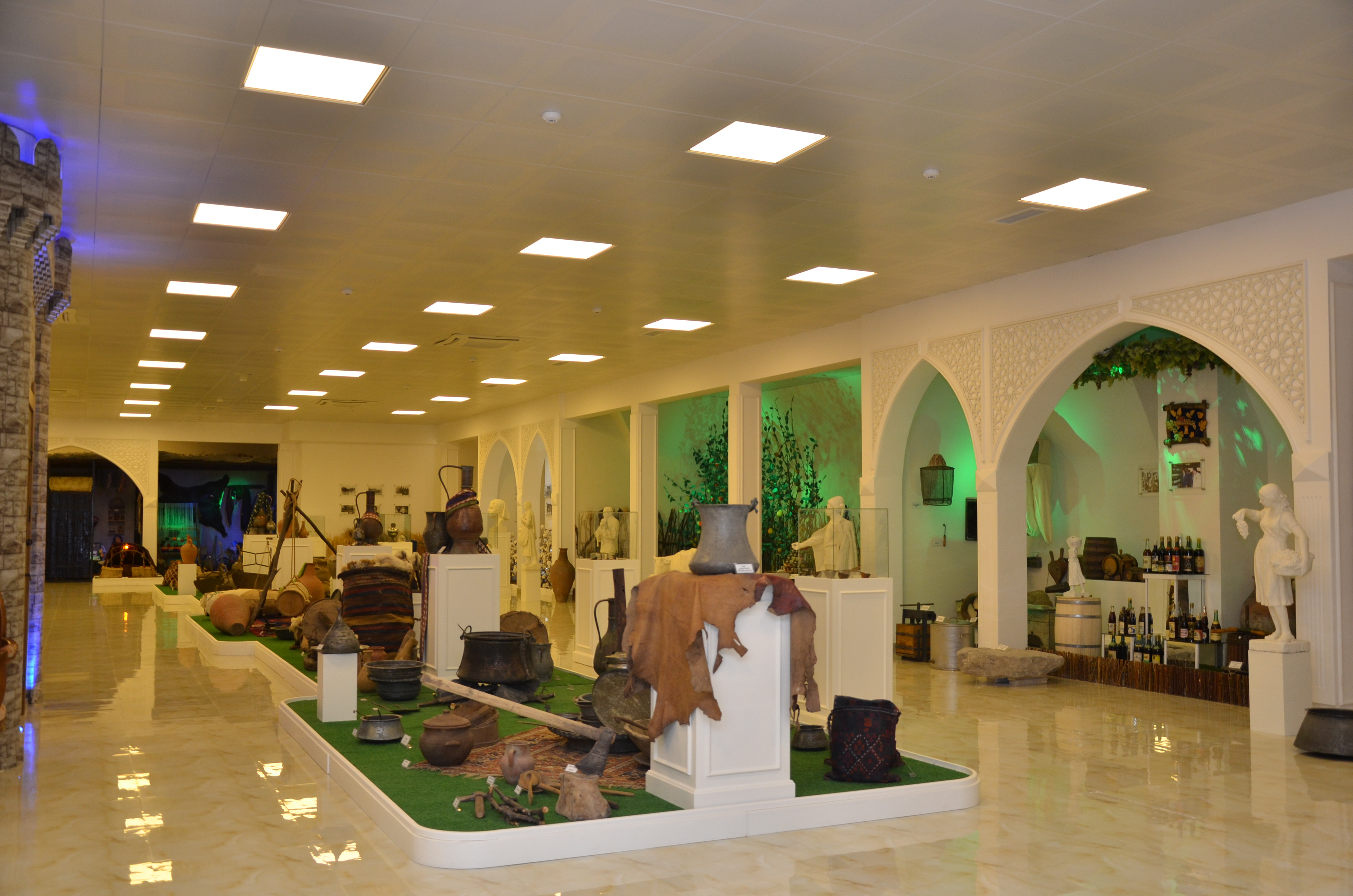
نمایشگاهی در موزه

موزه دولتی کشاورزی آذربایجان (به ترکی آذربایجانی- Azərbaycan Dövlət Kənd Təsərrüfatı Muzeyi)- در سال ۱۹۲۳ میلادی با ابتکار «دولت جمهوری» و « کمیساریای زمین» تأسیس گشته است.
در بدو، به منزلهٔ نمایشگاه کشاورزی و فروش کالاهای صنعتی- تجاری فعالیت داشته‌است. بعداً از آنجا که اشیای به نمایشی گذاشته شده در آنجا بخاطر غنی بودنشان مورد توجه بسزایی قرار گرفت، به موزه مبدل گردید.
۶ تالار نمایشی موزه مملو از اشیای نمایشی می‌باشد  که، سابقه و دوران مدرن کشاورزی جمهوری آذربایجان را جلوه می‌دهد. موزه مذکور، دارا جنبهٔ آشنایی با ابزار کاری مورد استفاده در کشاورزی، تاریخ پیشرفت و توسعه کشاورزی و قهرمانان کاری که در رشد اقتصاد جمهوری آذربایجان ایفای نقش مهمی نموده اند، می‌باشد . فقط ۵ تا از این نوع موزه در دنیا وجود دارد. ورود به موزه رایگان است.